# The Cascades
The Cascades fue un grupo vocal estadounidense conocido fundamentalmente por el tema "Rhythm of the Rain", grabado en 1962 y convertido en un éxito internacional al año siguiente.

## Historia
En 1960, The Silver Strands eran un grupo formado por miembros de la Armada de los Estados Unidos que servían a bordo del USS Jason (AR-8), con base en San Diego, California. La formación estaba compuesta por John Claude "John" Gummoe (vocalista), Lenny Green (guitarra y coros), Dave Wilson (batería y coros), Dave Stevens (bajo) y Art Eastlick (guitarra rítmica). Realizaron una única grabación, "Thunder Rhythm", un tema instrumental de estilo "Surf", tras lo cual Lenny dejó la banda para centrarse en sus propios objetivos y el grupo vio incrementado su número de miembros con la incorporación de Eddie Snyder (guitarra), Von Lynch (teclados) y Ronald Lynch (teclados, saxofón).
Influenciados por The Beach Boys, el grupo comenzó a interesarse por la música vocal. Grabaron varias maquetas y firmaron con Barry DeVorzon para Valiant Records, sello subsidiario de Warner Bros., momento en el que cambiaron su nombre por The Cascades (inspirados por la publicidad de una caja de detergente para lavavajillas). Su primer sencillo fue "There's a Reason", publicado en el verano de 1962, que se convirtió en un pequeño éxito a nivel local. Posteriormente viajaron a Los Ángeles donde grabaron en los Gold Star Studios una vieja composición de Gummoe, escrita durante su etapa en la Armada, "Rhythm of the Rain", el tema que les llevaría al estrellato internacional. La grabación contó con músicos de sesión del reputado "Wrecking Crew"; Jim Owens en la batería, Carol Kaye en el bajo y Glen Campbell a la guitarra, con arreglos de Perry Botkin Jr.. "Rhythm of the Rain" fue publicada en noviembre de 1962, el sencillo alcanzó el número 3 de Billboard Hot 100 a comienzos de 1963 y llegó a los primeros puestos de las listas de éxitos en más de 80 países. En el Reino Unido alcanzó el puesto número 5 del UK Singles Chart. "Rhythm of the Rain" vendió más de un millón de copias, certificándose disco de oro.
The Cascades continuaron grabando y publicaron un álbum y numerosos sencillos, sin que ninguno de ellos alcanzara el éxito masivo de "Rhythm of the Rain". El grupo tuvo durante los siguientes años mucha difisión en emisoras de radio del área de San Diego.
En 1967, The Cascades aparecieron el la comedia adolescente, Catalina Caper, en la que interpretaron un tema escrito por Ray Davies de The Kinks, titulado "There's A New World."
Gummoe abandonó la formación en 1967 para iniciar su carrera en solitario y más tarde fundó la banda Kentucky Express. Gabe Lapano asumió la voz principal y se incorporó Tony Grasso, con Owens y Snyder como únicos miembros de la formació original. Finalmente se separaron en 1975. Snyder se convirtió en cantante country bajo el nombre de Eddie Preston. Gummoe grabó una versión dance de "Rhythm of the Rain" en 1990. El grupo se volvió a reunir en dos ocasiones, en 1995 y 2004.
En 1999 publicaron un CD recopilatorio y ese mismo año la BMI publicó la lista de las canciones más veces emitidas de la historia de la radio y la televisión en los Estados Unidos, situándo a "Rhythm of the Rain" en el puesto número 9.

## Discografía

### Sencillos
| Año  | Título                                | Posicionamiento en listas | Posicionamiento en listas | Posicionamiento en listas | Posicionamiento en listas | Sello discográfico | B-side                      | Álbum                    |
| Año  | Título                                | US                        | AC                        | R&B                       | UK                        | Sello discográfico | B-side                      | Álbum                    |
| ---- | ------------------------------------- | ------------------------- | ------------------------- | ------------------------- | ------------------------- | ------------------ | --------------------------- | ------------------------ |
| 1962 | "There's a Reason"                    | –                         | –                         | –                         | –                         | Valiant Records    | "Second Chance"             | Rhythm of the Rain       |
| 1962 | "Rhythm of the Rain"                  | 3                         | 1                         | 7                         | 5                         | Valiant Records    | "Let Me Be"                 | Rhythm of the Rain       |
| 1963 | "Shy Girl"                            | 91                        | –                         | –                         | –                         | Valiant Records    | "The Last Leaf" (BB #60)    | Rhythm of the Rain       |
| 1963 | "My First Day Alone"                  | –                         | –                         | –                         | –                         | Valiant Records    | "I Wanna Be Your Lover"     | Rhythm of the Rain       |
| 1963 | "A Little Like Lovin'"                | 116                       | –                         | –                         | –                         | RCA Victor         | "Cinderella"                |                          |
| 1963 | "For Your Sweet Love"                 | 86                        | –                         | –                         | –                         | RCA Victor         | "Jeannie"                   |                          |
| 1964 | "Those Were the Good Old Days"        | –                         | –                         | –                         | –                         | RCA Victor         | "Little Betty Falling Star" |                          |
| 1964 | "I Dare You to Try"                   | –                         | –                         | –                         | –                         | RCA Victor         | "Awake"                     |                          |
| 1964 | "She Was Really Never Mine (to Lose)" | –                         | –                         | –                         | –                         | Charter Records    | "My Best Girl"              |                          |
| 1965 | "She'll Love Again"                   | –                         | –                         | –                         | –                         | Liberty Records    | "I Bet You Won't Stay"      |                          |
| 1966 | "Cheryl's Goin' Home"                 | 131                       | –                         | –                         | –                         | Arwin Records      | "Truly Julie's Blues"       |                          |
| 1966 | "All's Fair in Love and War"          | –                         | –                         | –                         | –                         | Arwin Records      | "Midnight Lace"             |                          |
| 1967 | "Hey Little Girl of Mine"             | –                         | –                         | –                         | –                         | Smash Records      | "Blue Hours"                |                          |
| 1967 | "Flying on the Ground"                | –                         | –                         | –                         | –                         | Smash Records      | "Main Street"               |                          |
| 1969 | "Two Sided Man"                       | –                         | –                         | –                         | –                         | Probe Records      | "Everyone Is Blossoming"    | What Goes on Inside      |
| 1969 | "Maybe the Rain Will Fall"            | 61                        | –                         | –                         | –                         | Uni Records        | "Naggin' Cries"             | Maybe the Rain Will Fall |
| 1969 | "Indian River"                        | –                         | –                         | –                         | –                         | Uni Records        | "Floatin Down River"        | Maybe the Rain Will Fall |
| 1970 | "But for Love"                        | –                         | –                         | –                         | –                         | Uni Records        | "Hazel Autumn Cocoa Brown"  | Maybe the Rain Will Fall |
| 1970 | "Big Ugly Sky"                        | –                         | –                         | –                         | –                         | Uni Records        | "April, May, June and July" |                          |
| 1972 | "Sweet America"                       | –                         | –                         | –                         | –                         | Can-Base Records   | "I Started a Joke"          |                          |

### Álbumes
| Año  | Álbum                    | Billboard 200 | Sello discográfico |
| ---- | ------------------------ | ------------- | ------------------ |
| 1963 | Rhythm of the Rain       | 111           | Valiant Records    |
| 1968 | What Goes on Inside      | –             | Blossom Records    |
| 1969 | Maybe the Rain Will Fall | –             | Uni Records        |